# Lago di Chiusi
Il lago di Chiusi è un bacino lacustre in quota (di massimo invaso) 249,94 m s.l.m. della Toscana, situato nella val di Chiana senese, pochi chilometri a nord-est della località da cui prende il nome e non lontano dal lago di Montepulciano, rispetto al quale si trova pochi chilometri a sud-est ed al quale è idricamente collegato da un canale di collegamento dentro il quale, nei pressi di Passo alla Querce e di Poggio Falcone, si trova una diga meccanizzata a ghigliottina munita di sfioratore (in quota 248,69 s.l.m.).
È il secondo lago più grande della Toscana dopo il lago di Massaciuccoli, se si escludono gli invasi artificiali di Bilancino e di Montedoglio, ma è il quarto se si annoverano tali recenti invasi.

## Idrografia
Il lago è formato da vari immissari, tra cui i torrenti toscani Gragnano e Montelungo, il torrente umbro Tresa (che veicola anche le acque dei torrenti Maranzano, Moiano e Rio Maggiore), i fossi di origine toscana Marino, Rielle e Circondariale (che riceve le acque del depuratore di Pian delle Torri), i fossi di origine umbra (Fosso del Recinto e Fosso del Pianone che si immettono nel fosso toscano Vuotabotte o Vuotabotti, Rio della Suora, Fosso del Saponaio che riceve le acque dei Fossi dei Puntoni, dei Ballottoli e della Battilana, Fosso della Bacocchia che riceve le acque del Fosso del Poggio Sacco), il Fosso Vuotabotte o Vuotabotti (toscano, che scorre nei pressi del confine tosco-umbro, coincidente con il tratto settentrionale del canale Chianicella) e altri fossi minori.
Il canale circondariale si immette nel lago di Chiusi sulla sinistra di Poggio Casale, mentre il torrente Tresa, il torrente Montelungo e i fossi Marino e Rielle, dopo essersi riuniti in un unico canale, si immettono nel lago sulla destra di Poggio Casale. Il fosso Vuotabotte (ricevente il fosso del Recinto e il fosso del Pianone e inoltre collegato con il canale "Chianetta" tramite la "botte" -attualmente ostruita- sotto il torrente Tresa), sfocia nella parte più a meridione del lago (area sud-orientale), a ridosso del confine con l'Umbria.
Esso è collegato, a nord-ovest, con il vicino lago di Montepulciano che alimenta il canale maestro della Chiana (quando la diga posta nel canale di collegamento tra i laghi di Chiusi e di Montepulciano è lasciata aperta o quando le ondate di piena sfiorano sopra la chiusa, la quale ostacola il flusso dei componenti solidi che sedimentano).
I principali immissari del lago di Montepulciano (torrente Parce che riceve le acque del torrente Monaco, del fosso Salcheto e del fosso Val di Seste) attraversano costantemente una cassa di laminazione e decantazione, di recente realizzazione. Tale cassa è utile per salvaguardare il lago di Montepulciano dall'interramento e per proteggere la qualità delle sue acque.
Attualmente le acque degli immissari del lago di Chiusi non attraversano analoghe casse di costante laminazione e decantazione. Il deflusso verso l'Arno delle acque torbide che, durante le piene, si proiettano sui due laghi (Chiusi e Montepulciano), è ostacolato con conseguente interramento dei Chiari quando le rispettive dighe, poste l'una nel primo tratto del canale di comunicazione e l'altra all'imbocco del Canale maestro della Chiana, rimangono completamente abbassate. 
Il lago di Chiusi funge da "polmone" delle piene e pertanto, se si interrasse, verosimilmente potrebbero esponenzialmente aumentare i rischi idro-geologici nell'intero fondovalle, da Chiusi Scalo al lago di Montepulciano, con conseguenti criticità per i nuclei urbanizzati, i siti industriali e agricoli, nonché la viabilità stradale e ferroviaria di epoca successiva ai progetti ottocenteschi di colmata dei laghi di Chiusi e di Montepulciano, incompatibili con l'odierna antropizzazione del fondovalle e con le vigenti normative.

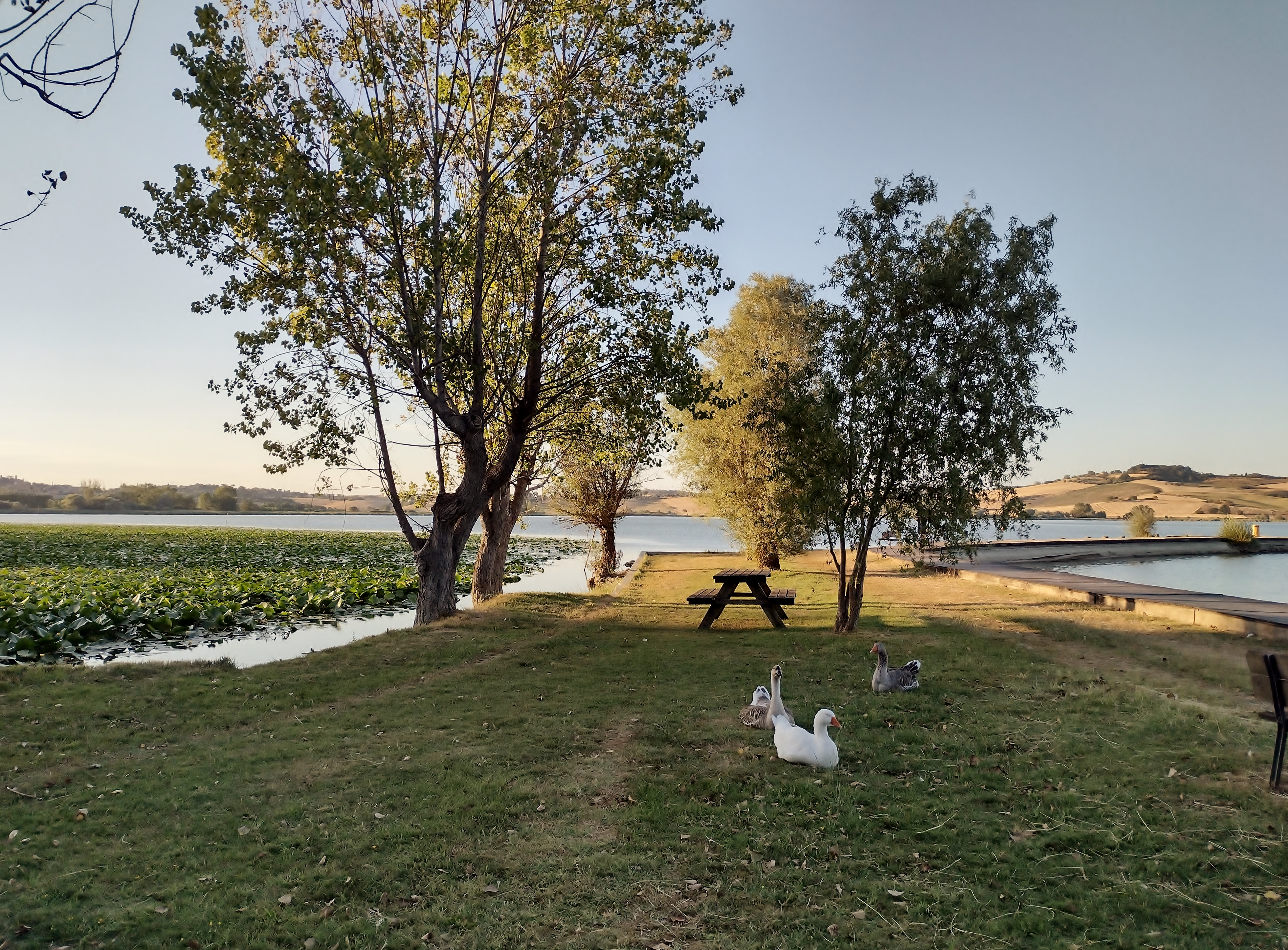
Lago di Chiusi, località Sbarchino. Sullo sfondo i colli umbri sopra la battigia toscana (sabato 07 agosto 2021, 19:34)

Apparentemente la sponda settentrionale e quella sud-orientale del bacino lacustre chiusino sembrerebbero segnare il confine tra Toscana e Umbria, ma in realtà il territorio toscano (quindi anche la provincia di Siena e il comune di Chiusi) comprende l'intero lago di Chiusi nonché la battigia che circonda il lago a 360°.
A circa 10 km a nord-est del lago di Chiusi, in territorio umbro, è situato il lago Trasimeno che, tra l'altro, riceve le acque del torrente Anguillara. Sull'Anguillara sono altresì convogliati i corpi idrici del fiume Tresa e dei torrenti Rio Maggiore, Moiano e Maranzano, deviati verso il lago di Chiusi attraverso quattro dighe che spesso fanno fluire le acque torbide, durante le piene, lungo un tratto del Tresa che, unitamente al Rio Maggiore (i due maggiori affluenti del Trasimeno), per volontà di papa Innocenzo VIII dal 1490 è stato deviato verso l'odierna Chiusi Scalo (girato verso l'Arno dopo il trattato del 1780 tra Granducato di Toscana e Stato Pontificio) e che oggi è inalveato tra poderosi argini, nonché munito di una recente cassa di esondazione nei pressi di Moiano (in Umbria).

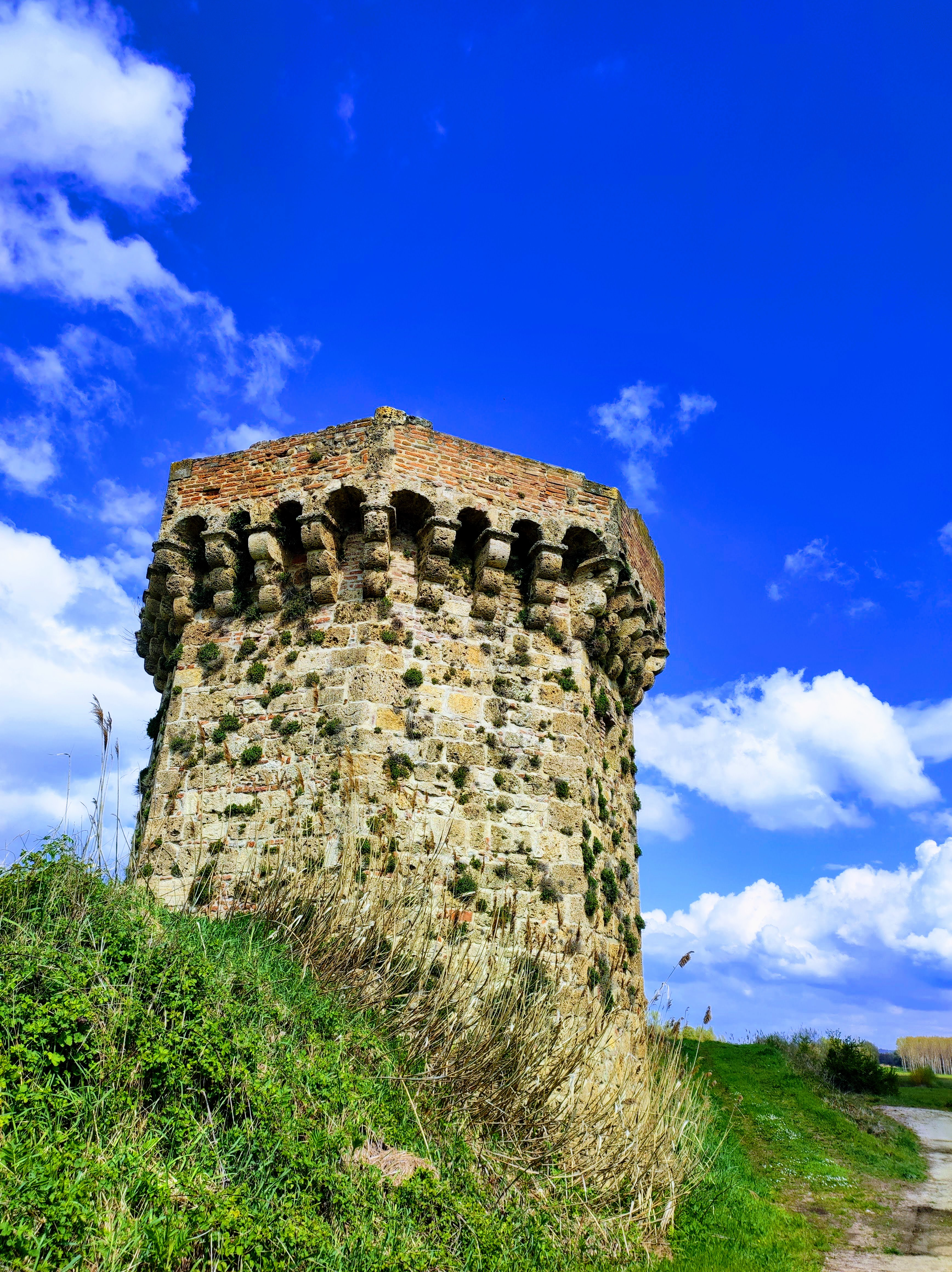
Torre chiusina di Beccati Questo (fine sec. XII, ristrutturata o ricostruita dalla Repubblica di Siena nel 1427) lungo l'argine destro del Tresa_scatto del 9 aprile 2023 h 11:11

L'ultimo tratto del torrente Tresa è stato modificato negli anni ottanta del secolo XX (da allora le sue acque decantano parzialmente nell'area di colmata - in sinistra idraulica - soltanto in caso di piene eccezionali, cioè molto raramente).
Le dighe a ghigliottina nel torrente Tresa e nel torrente Rio Maggiore, non distanti da Sanfatucchio (frazione del comune di Castiglione del Lago), dividono il bacino idrografico del Tevere da quello dell'Arno. Nell'argine destro del torrente Tresa, in Toscana, è inglobata la torre di "Beccati Questo" del secolo XIII, costruita sopra un ponte romano sul Clanis, la quale, ristrutturata dalla Repubblica di Siena nel secolo XV, si ergeva in mezzo alla Chiana. A essa, in Umbria (ex Stato Pontificio), si contrappone la Torre di Beccati Quello.

## Storia
Il lago di Chiusi ha origine tettonica (come dimostrano studi geologici) ed esiste da lungo tempo, essendo testimoniato anche in epoca etrusca e romana. Studi geologici mettono in luce l'esistenza dei laghi di Chiusi e di Montepulciano da milioni di anni, quantomeno dal Pliocene quali residui del grande mare del Pliocene italiano, nonché del grande lago di Val di Chiana esistente nel Villafranchiano superiore, drenato dall'erosione collinare per lo scorrere verso Sud delle acque al principio del Pleistocene. In origine esso era collocato lungo il corso del fiume Clanis che sgorgava dal colle Clanis (Chiani), a ovest di Arezzo, e scendeva verso il Tevere fluendo attraverso i laghi di Montepulciano e di Chiusi, il cui "zero idrometrico" si trovava in quota più bassa rispetto a oggi.
Fino a 150.000 anni fa (circa), il Clanis riceveva le acque dell'Arno (cosiddetto Arno Tiberino), che ivi giungevano dal lago pleistocenico di Quarata, transitando tra il colle di San Zeno e quello di Chiani. Durante il Quaternario (esattamente centocinquantamila anni fa) l'Arno trovò naturalmente un nuovo percorso (quello attuale verso Firenze). Gli Etruschi limarono probabilmente una strettoia in granito lungo il corso dell'Arno, nei pressi di Arezzo, per evitare che le piene dell'Arno sfiorassero verso San Zeno e il fiume Clanis (il cui alveo sia ordinario - o "di piena" - sia maggiore - o "di esondazione" - scorreva in una valle molto incavata, come è emerso da carotaggi e studi recenti, dalla pendenza ben superiore allo 0,5 per mille, più che sufficiente per il trasporto solido (circa 245 MT slv presso Chiani, 110 MT slv a Ciconia). Il Clanis, affluente del Tevere, era navigabile e attraverso il suo alveo gli esperti navigatori etruschi giungevano a Roma e al Mar Tirreno, e viceversa.
In epoca medievale, a seguito dell'allagamento (per causa antropica) della Valle del Clanis, dalla metà secolo XI (1052-1055) lo "zero idrometrico" dei laghi di Chiusi e di Montepulciano si elevò notevolmente, formandosi un unico gigantesco lago artificiale, che partiva dalla diga del Muro Grosso presso Carnaiola-Olevole e risaliva in direzione di Arezzo. L'allagamento della valle del Clanis fu un episodio catastrofico che comportò la perdita di un fondovalle altamente antropizzato, anche dal punto di vista agricolo, oltretutto percorso dalla Via Cassia vetus (dai fines Clusinorum a Clusium) e dalla Via Cassia Adrianea (da Clusium verso nord) correnti in "destra idraulica" (lato occidentale) di tale fiume, anch'esse sommerse dalle acque. Contemporaneamente ebbero un grande sviluppo la Via Francigena e la neo-realizzata Via Romea Germanica (o Via Teutonica).
Successivamente, con l'escavazione presso Arezzo (ai piedi del colle di Chiani) di un canale artificiale nel 1338 (fossatum novum), controllato dalla diga detta Ponti Murati di Arezzo (anch'essa del 1338), utile per deviare le acque esondate del Clanis verso l'Arno, in area aretina furono eretti sbarramenti (dighe) per alimentare l'industria molitoria (Chiusa dei Monaci) e, con il tempo, ulteriori opere idrauliche per limitare e/o traversare il grande bacino (come Ponte alla Nave sul fossatum novum, Ponte di Valiano in area senese [poi fiorentina], ecc.) - le quali si aggiungevano ai trecenteschi Ponti di Arezzo - che non migliorarono la situazione (impaludamento e malaria) nella parte settentrionale della valle, le cui acque superficiali, in area aretina, erano state deviate verso l'Arno nel sec. XIV.
Nel 1490, su ordine di papa Innocenzo VIII, i maggiori affluenti del lago Trasimeno, cioè Tresa (proveniente da Panicale) e Rio Maggiore (proveniente da Sanfatucchio), che fino al 1422 affluivano al Trasimeno e da lì verso la Val di Chiana, a causa dei ripetuti crolli dell'emissario di S. Savino furono deviati (direttamente) verso Chiusi, aggravando relativamente - in quanto da sempre immissari del Trasimeno e del Clanis - l'impaludamento in Val di Chiana.
Intorno al 1500 (come attesta la celebre mappa di Leonardo da Vinci), a causa dei plurimi prolungamenti del fossatum novum (1338) verso Sud, ad opera della Repubblica di Firenze, il displuvio delle acque superficiali della valle - in parte immissarie dell'Arno e ancora in gran parte del Tevere - si trovava, secondo l'interpretazione di Leonardo da Vinci, tra Foiano della Chiana per le acque superficiali fluenti verso Nord e Sinalunga-Torrita di Siena per quelle dirette a Sud. Nel 1551 Antonio Ricasoli, per mezzo di una celebre livellazione (perizia con individuazione delle quote), dimostrò che il reale displuvio si trovava più a nord, ovverosia tra Porto a Pigli e loc. Brolio.
Con Cosimo I de' Medici iniziò la bonifica della valle (in territorio toscano), bonifica che ebbe un contemporaneo impulso (seconda metà del secolo XVI) quando, in territorio pontificio, fu abbattuta la diga del Muro Grosso dall'ing. Rafael Bombelli, il quale mise in pratica un progetto del papa toscano Ciocchi del Monte (Giulio III).
Tuttavia papa Clemente VIII, di famiglia fiorentina esiliata da Firenze e grande nemico dei Medici, dopo l'alluvione di Roma del 1598 (per la quale furono incolpate pretestuosamente le acque della Val di Chiana, anziché i grandi battelli fluviali [mulini natanti] incastrati nei ponti romani nella piena del Tevere del 24 dicembre 1598) fece ricostruire il Muro Grosso ed eresse altre due dighe al confine con la Toscana (diga o bastione di "Clemente VIII" [che ostruiva il fiume Astrone tra il "piede" del Monte Cetona e il Poggio dei Cavalieri, esattamente al confine tra i due stati -attuale confine tosco-umbro che interseca l'A1-] e diga del Buterone [tra il "piede" di Città della Pieve e il Poggio dei Cavalieri, non distante da un altro tratto di confine "statale" -oggi "regionale"-), alzando notevolmente il livello del grande bacino artificiale.
Dal 1600 fu creata da papa Clemente VIII la diocesi di Città della Pieve, lungo il confine pontificio con il Granducato di Toscana (governato dai nemici Medici). Sia nella parte aretina sia nella parte pontificia le principali dighe erano sfruttate dall'industria molitoria (specie la Chiusa dei Monaci e il Muro Grosso), mentre "in mezzo" alla valle impaludata artificialmente si moriva di malaria. Successivamente cominciarono a diffondersi variopinte tesi sull'origine dell'impaludamento (innalzamenti tettonici e/o terremoti del 1055, "Muro Grosso detto de' Romani" e/o costruito dall'imperatore Nerone -interpretando estensivamente le fonti-, "abbandono" della valle dopo la caduta dell'impero romano, "mancanza di pressione", ecc.), citate da vari studiosi.
Nel 1643, durante la Guerra di Castro, l'esercito granducale fece una breccia nelle tre dighe pontifice, tra cui il Muro Grosso, consentendo il deflusso delle acque verso il Tevere. La funzionalità delle dighe fu celermente ripristinata dallo Stato Pontificio.
La situazione, nell'area chiusina, peggiorò intorno al 1680 con l'erezione di un'altra mastodontica diga pontificia (Campo alla Volta, dove nel 1727 fu inserito il Callone Pontificio che controllava dei regolatori sul Fosso delle Cannucce [oggi "Chianetta"], limitrofo al lago artificiale), a ridosso del confine con il Granducato di Toscana (tra il "piede" di Città della Pieve e il Poggio dei Cavalieri), a cui si contrappose una diga toscana nei pressi di Valiano (in cui nel 1723 furono inseriti dei regolatori, controllati da un "Callone"); così la quota (zero idrometrico) della gigantesca "piscina a cielo aperto" (Chiana), ovverosia degli esondati laghi di Montepulciano e di Chiusi (e di ciò che rimaneva del Clanis), fu ulteriormente elevata.
Nei documenti dell'era dell'impaludamento (comprese mappe e cabrei), i laghi di Chiusi e di Montepulciano sono indicati come "Chiari" (Chiaro di Chiusi e Chiaro di Montepulciano), in quanto, rispetto alle acque melmose del fondovalle impaludato, tali antichi specchi d'acqua erano cristallini e profondi, nonostante l'interramento degli ultimi secoli che ne aveva ridotto la profondità.
Dal Settecento in avanti furono siglati vari trattati tra Stato Pontificio e Granducato di Toscana che portarono all'accelerazione della bonifica della Val di Chiana, sia toscana sia romana, iniziata nel secolo XVI. Con il trattato del 1780 furono definiti i confini e fu concordato, tra l'altro, che il fiume Astrone sarebbe tornato a scorrere verso il Tevere, mentre i torrenti Montelungo e Tresa sarebbero stati deviati in Arno (in direzione del Chiaro di Chiusi), colmando le Bozze di Chiusi (palude compresa tra l'Argine di Separazione del 1780 e il passo delle Torri (Beccati Questo e Beccati Quello).
Tuttavia la bonifica della parte centrale della valle (che va da Arezzo a Orvieto, cioè tra Foiano della Chiana e Chiusi, fu ritardata di circa un secolo a causa della strategia del giurista e bonificatore Vittorio Fossombroni, aretino, che aveva cominciato a bonificare l'area aretina con il solo metodo delle colmate, peggiorando la situazione a sud di Foiano della Chiana e fino a Chiusi, dove imperversava la malaria (dal 1191) e dove le acque erano ferme. Per fortuna il geniale Alessandro Manetti, toscano, architetto e ingegnere idraulico che aveva studiato all'École nationale des ponts et chaussées di Parigi, per conto del Granduca di Toscana realizzò gli Allaccianti di Destra e di Sinistra e altre ingegnose opere idrauliche, ancor oggi esistenti e funzionanti; egli, inoltre, non senza difficoltà (a causa di defatiganti opposizioni politiche e campanilistiche), ridusse l'altezza della paratoia della Chiusa dei Monaci e del Callone di Valiano, dando impulso alla grande bonifica dell'alta Val di Chiana Toscana (dall'odierna Chiusi Scalo verso nord).
Parallelamente, la val di Chiana romana era bonificata (prevalentemente per rottura dei vecchi bastioni, essiccazione e arginature) dalla "Pontificia Prefettura delle Acque" (1786-1833) con sede a Città della Pieve (nell'attuale palazzo municipale) - erede della "Congregazione speciale per le Chiane di Città della Pieve” (1587-1786) che manteneva efficienti le dighe pontificie - trasformatasi in "Consorzio Idraulico di Città della Pieve" [1833-1935], la cui sede fu trasferita in Chiusi Scalo nel 1929, infine trasformata nel 1935 in "Consorzio di Bonifica per la Val di Chiana Romana e la Val di Paglia" esistente tuttora.
L'encomiabile operato e un'accurata pubblicazione di Alessandro Manetti misero in probabile difficoltà il Fossombroni (rimosso dall'incarico di bonificatore e portato a Firenze, nella Segreteria di Stato, dal Granduca Leopoldo II d'Asburgo-Lorena). Fossombroni tentò di giustificare il proprio operato, anche per mezzo di influenti amicizie e di nuove edizioni, rivedute e corrette, di una sua precedente pubblicazione. L'importante opera di bonifica di Alessandro Manetti fu portata avanti da altri, tra cui l'ing. Possenti del Genio Civile di Arezzo, fino a quando, nel secolo XX, i laghi di Montepulciano e di Chiusi sono tornati alle dimensioni pressappoco (e verosimilmente) originarie (sussistenti fino al 1052 quando, per motivi bellici, fu iniziata la costruzione di una diga in terrabattuta presso Carnaiola-Olevole, poi sormontata da un'ulteriore diga in muratura -Muro Grosso- completata nel 1055), seppure con quota (zero idrometrico) elevata di una ventina di metri rispetto all'epoca immediatamente anteriore all'erezione della diga del Muro Grosso (sec. XI).
A causa della citata "Guerra delle Acque", oggi nei pressi della località Mar Nero (Chiusi Scalo) si trova il punto più elevato del fondovalle dell'intera Val di Chiana dove, in corrispondenza dell'Argine di Separazione del 1780 (che va dall'argine destro del torrente Montelungo a Po Bandino), le acque si dividono, tal che in parte (da lì) scorrono verso l'Arno (dighe a ghigliottina permettendo) e, in parte, verso il Tevere attraverso il canale Chianetta che diventa "fiume Chiani" dopo avere ricevuto le acque del torrente Astrone.
Per realizzare la ferrovia granducale (Siena-Chiusi), nel secolo XIX, l'Argine di Separazione fu parzialmente rimosso. Successivamente, caduti gli stati preunitari, sotto il Regno d'Italia fu abbattuta un'altra sezione dell'Argine di Separazione per consentire la realizzazione della linea ferroviaria Chiusi-Terontola, per la quale i primi sbancamenti furono eseguiti a partire dalla primavera del 1874.
Ad opera del Consorzio (tosco-umbro) delle Bozze Chiusine (area tosco-umbra ancora impaludata, compresa tra l'Argine di Separazione del 1780 e il passo di Beccati Questo e Beccati Quello), fu praticata un'apertura nell'Argine di Separazione per consentire il deflusso verso la Chiana Romana (che va verso il Tevere -con pendenza quasi "zero" fino alle dighe pontificie di Campo alla Volta e del Buterone-) delle acque ferme delle Bozze Chiusine, drenate dal fosso Chianicella, non essendovi altre soluzioni per la bonifica di tale esigua ma importante area, posta da ambo i lati del fosso Chianicella che, dal 1780, divideva i due stati (granducale e pontificio) e che dal 1860 segna il confine tra due regioni (Toscana e Umbria).
Dopo la realizzazione del nuovo tratto del torrente Tresa, girato verso l'Arno (in forza del concordato tra Granducato di Toscana e Stato Pontificio del 1780), il fosso Chianicella è rimasto "intubato" sotto il torrente Tresa. Le acque del fosso Chianicella vanno in parte verso il lago di Chiusi – ricevendo le acque del Fosso del Recinto e del Fosso del Pianone (che lambisce la Torre di Beccati Quello), immettendosi poi nel lago grazie all'ultimo tratto del Fosso Vuotabotte o Vuotabotti (bacino idrografico dell'Arno) – e in parte verso la Chiana Romana (bacino idrografico del Tevere), trovandosi nel tratto a "pendenza zero" del fosso Chianicella il displuvio effettivo tra i due bacini idrografici. Attualmente tale displuvio è nella botte del fosso Chianicella sottostante al torrente Tresa. Pertanto dall'argine sinistro del torrente Tresa (in direzione sud) tale fosso prende il nome di Chianetta, mentre dall'argine destro del Tresa (in direzione nord) tale fosso prende il nome di Vuotabotte o Vuotabotti, ricevendo quasi subito le acque del Fosso del Recinto e, più a nord, quelle del Fosso del Pianone (detto "Reglia"), prima di immettersi nel lago di Chiusi.

## Servizio idrico integrato
Da lungo tempo le acque del lago di Chiusi sono usate per il Servizio idrico integrato, a beneficio del comune di Chiusi, potabilizzate grazie all'impianto di Pian dei Ponti, da lì sollevate in cisterne (poste in quota più elevata) e infine distribuite alla popolazione (con esclusione dell'abitato di Macciano, servito dalla fonte dei Cappuccini nel comune di Sarteano) attraverso la rete idrica comunale attualmente gestita da Nuove Acque S.p.A. con sede ad Arezzo, sotto l'egida dell'Autorità Idrica Toscana (A.I.T.) Conferenza Territoriale A.T.O. 4 Alto Valdarno (già Autorità d'Ambito Territoriale Ottimale [o A.A.T.O. 4] Alto Valdarno), anch'essa con sede ad Arezzo.

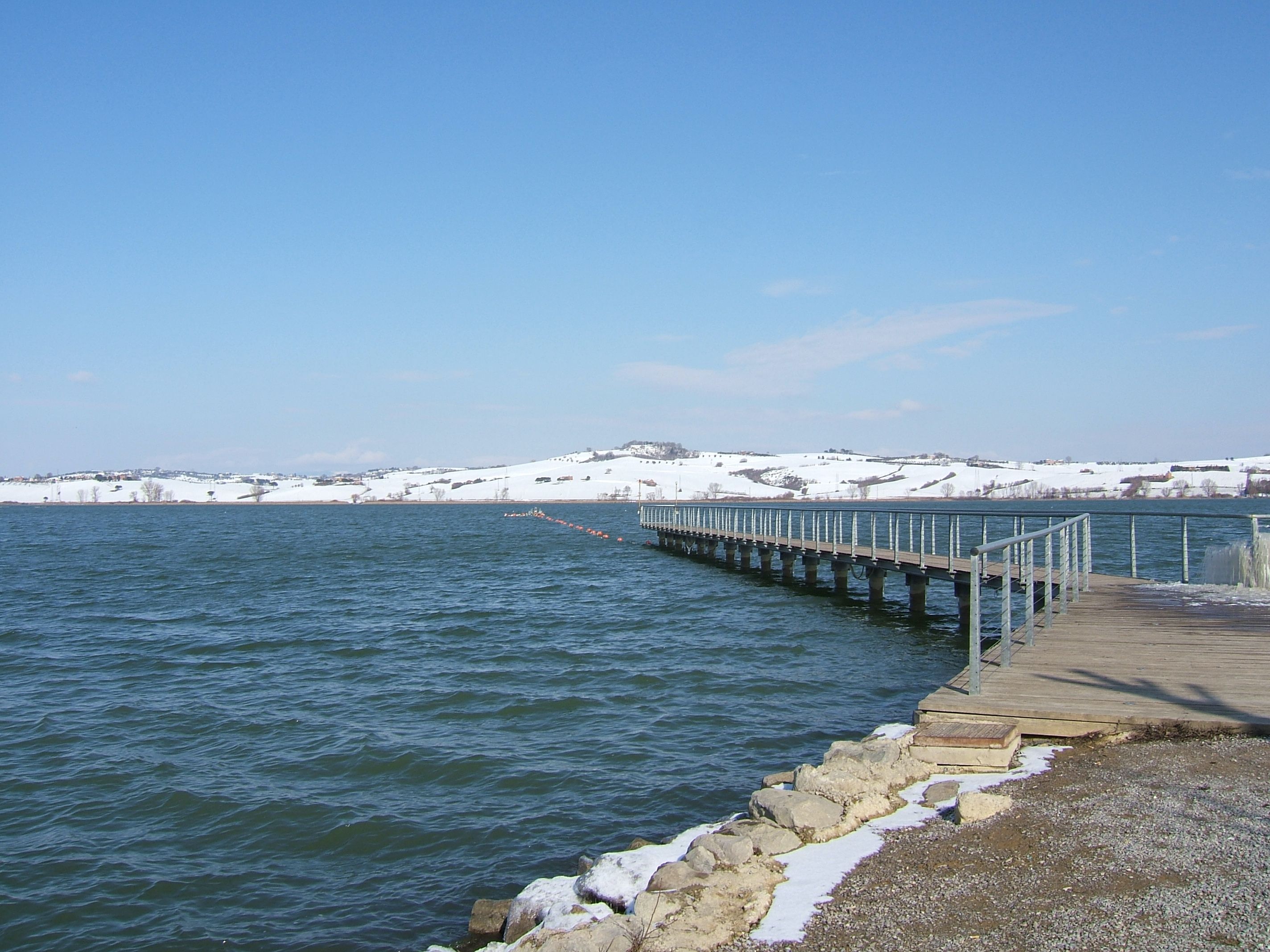
Lago di Chiusi (5 febbraio 2012): pontile in prosecuzione del quale si trovano le boe e il punto di captazione delle acque per il Servizio idrico integrato; sullo sfondo i colli umbri innevati sopra la battigia settentrionale toscana

La captazione delle acque per uso idropotabile avviene di fronte al pontile D.L.F., ubicato nell'area presa in carico sin dal XIX secolo dalle ferrovie - prima granducali poi italiane - per l'approvvigionamento delle cisterne delle locomotive a vapore, ovverosia nella zona che nel 2000 fu dichiarata protetta dal WWF.
Nello "Studio di Incidenza - Rete Natura 2000 Toscana" del 2015 (aprile) l'Autorità Idrica Toscana (pagine 23-24) ha descritto l'«INTERVENTO "F" Adduzione, Potabilizzazione e Distribuzione dell'acqua proveniente dall'invaso di Montedoglio per la Valdichiana Senese e Aretina»; ivi si contempla il prolungamento fino a Chiusi del reticolo di adduzione idrica proveniente dal bacino artificiale di Montedoglio in gestione dell'EAUT (Ente Acque Umbre Toscane), anche attraverso sollevatori, allo scopo di "garantire l'approvvigionamento idrico in termini quantitativi e migliorarne la qualità dell'acqua distribuita limitando il prelievo dalle attuali fonti di approvvigionamento. Assicurare la continuità del servizio anche in periodi particolarmente siccitosi e migliorare la qualità dell'acqua distribuita. Interrompere il prelievo dal lago di Chiusi e dalle falde sotterranee ricche di nitrati, solfati, ammoniaca ferro/manganese ecc. L'intervento consentirà anche di ridurre i costi operativi attraverso l'efficientamento dei sollevamenti e l'abbandono dell'utilizzo dell'acqua grezza che ad oggi necessita di un trattamento spinto per la sua potabilizzazione".
La messa in opera sarà realizzata dal gestore del S.I.I. Nuove Acque S.p.a. (a cui è stata prolungata la concessione fino al 2027) attraverso tre lotti, l'ultimo dei quali consiste nel "Completamento delle opere previste nell'intervento al fine di utilizzare le attuali fonti di approvvigionamento solo come riserva". Alla fine dei lavori sarà quindi efficientato l'approvvigionamento idrico nel bacino lacustre quale risorsa idropotabile d'emergenza e/o complementare, nonché migliorato il potabilizzatore di Pian dei Ponti. Completati i lavori, anche in attuazione del Piano di Bacino non sarà più possibile l'odierno uso irriguo delle acque del lago di Chiusi, attualmente possibile solo quando il livello supera la misura di 248,50 mt s.l.m. previa concessione demaniale (a cura del Genio Civile Valdarno Superiore, sede di Arezzo), tenuto conto che lo zero idrometrico è di 247,49 mt s.l.m., che la quota dello sfioratore (posto nel canale di comunicazione) è di 248,69 s.l.m. e che la quota di massimo invaso è di 249,94 mt s.l.m.

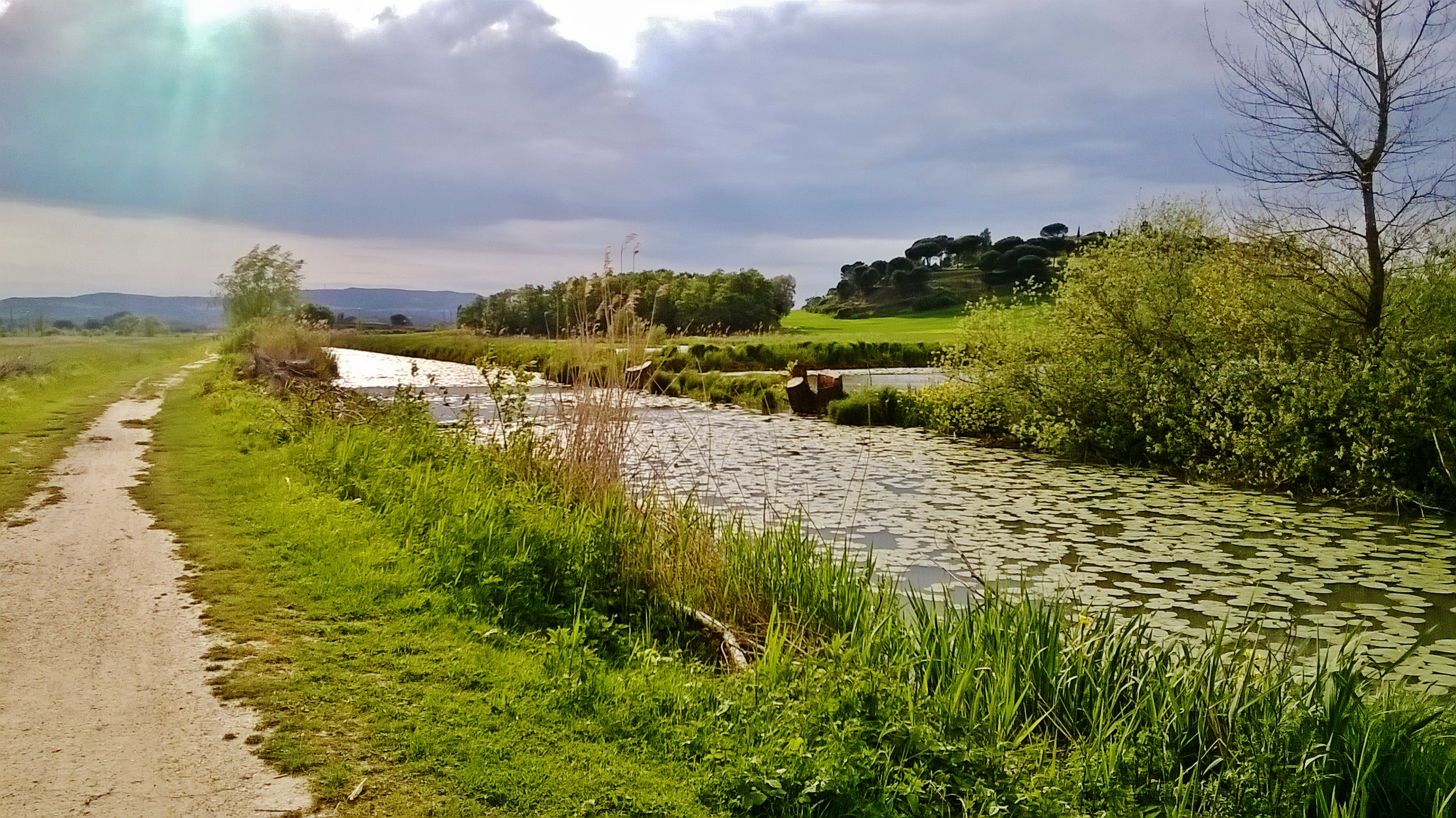
Foto scattata il 1º maggio 2015 ore 17:44 in cui si vedono: sulla sinistra il Sentiero della Bonifica, al centro il Canale di Comunicazione (tratto iniziale), a destra un laghetto privato adiacente al Lago di Chiusi e, sopra di esso, Poggio Falcone

Grazie alla diga presente tra il Lago di Montepulciano e il Canale maestro della Chiana (migliorata nel 2010) nonché alla diga posta nel Canale di Comunicazione tra i due laghi (alzata di quota la paratoia [20 cm] negli anni novanta), negli ultimi anni il livello del lago di Chiusi è quasi sempre al di sopra dello zero idrometrico, ma allo stesso tempo il livello dell'interramento e dell'eutrofizzazione continua a crescere. Per risolvere tale problema occorre anzitutto ripristinare le attuali casse di colmata dei principali immissari, nell'adiacente area demaniale, oggi funzionanti solo in caso di piene eccezionali, ri-escavandole e trasformandole in casse di laminazione permanente per le acque sia ordinarie sia straordinarie, affinché tali acque siano fito-depurate con l'effetto di decantazione del trasporto solido-chimico (in tali vasche) e infine sfiorino depurate nel bacino lacustre. Simili vasche di decantazione dovrebbero essere realizzate, altresì, in prossimità della foce degli immissari minori, sempre in area demaniale. A ciò dovrebbe aggiungersi il dragaggio o l'ecodragaggio del fondale melmoso dello specchio d'acqua lacustre (anche con più interventi mirati), la collettazione/depurazione (in Pian delle Torri) dei reflui urbani umbri sfocianti nel lago, la limitazione delle attività agricole contermini al sito lacustre, il sollevamento parziale e periodico delle chiuse poste l'una nell'emissario e l'altra all'imbocco del Canale Maestro della Chiana consentemdo così il deflusso dei componenti solidi verso l'Arno, la cessazione dell'uso irriguo e idropotabile delle acque del Chiaro (grazie all'attingimento idrico dal Lago di Montedoglio), il consolidamento di una parte delle sponde (soggette ad erosione), nonché il monitoraggio continuo dell'area lacustre, del suo unico emissario, dei suoi immissari e dei rispettivi micro-bacini caratterizzati, tra l'altro, da determinanti dighe in territorio umbro, per la programmazione di ulteriori ed eventuali interventi di salvaguardia.

## La fauna e il Rifugio (o Oasi) del WWF "Lago di Chiusi"
Vista la notevole importanza del "Lago di Chiusi" per l'avifauna, anche migratoria, nel 2000 il WWF Italia ha aggregato la parte meridionale del sito lacustre quale Oasi WWF di otto ettari, compresa tra località Sbarchino (esclusa) e il lato nord-occidentale di Poggio Casale, a suo tempo rappresentata nella cartografia pubblicata nel portale del WWF, inferiore all'effettiva area BIA (Important Bird and Biodiversity Area) comprendente il sito "Lago di Chiusi" di oltre ottocento ettari, il Canale di Collegamento e il sito "Lago di Montepulciano", ormai inglobata e definitivamente recepita negli strumenti urbanistici.
Per quanto riguarda gli uccelli, il lago ospita numerose specie di ardeidi, come, ad esempio, la garzetta), l'airone rosso e, dal 1999, il rarissimo mignattaio. La zona è anche punto di sosta per gli uccelli migratori come il falco pescatore o il cavaliere d'Italia. Altre specie nidificanti sono lo svasso maggiore, il pendolino ed il raro basettino. La garzaia del Lago di Chiusi è una delle più importanti dell'Italia centrale.
Le sue acque sono però infestate da numerosi crostacei alloctoni come il gambero rosso della Louisiana e il gambero americano.
Così si esprime il Piano Operativo con contestuale variante al Piano Strutturale del Comune della Città di Chiusi, Valutazione di Incidenza ambientale, Studio di Incidenza, Elab. 3, aprile 2015, pag. 12: "Il lago di Chiusi dal 1999 è compreso nell'Area Naturale Protetta di Interesse Locale (ANPIL), che si estende per circa 818 ettari e comprende il suo immissario, il Tresa, e parte del Canale Passo alla Querce che alimenta il lago di Montepulciano. Il sistema dei due laghi rappresenta una zona umida di notevole importanza dell'Italia centrale, collocata lungo la via migratoria che attraversa la Toscana dalla valle dell'Arno a quella del Tevere e costituisce un importante punto di sosta per l'avifauna che si muove stagionalmente dai paesi africani all'Europa; inoltre è utilizzato da numerose specie di uccelli per lo svernamento e la nidificazione. Sia il lago di Chiusi che il Lago di Montepulciano sono designati come Sito di Importanza Comunitaria (SIC) ai sensi della Direttiva "Habitat" per gli importanti ambienti e specie che le ospitano e Zona di Protezione Speciale (pZPS) (ai sensi della Direttiva "Uccelli"), dato il grande valore per l'avifauna. Una superficie più ampia che racchiude i due corpi idrici è inoltre definita come Important Bird Area. All'estremità meridionale è presente il Rifugio del WWF "Lago di Chiusi". L'Oasi, situata nella parte meridionale del lago di Chiusi, include la parte naturalisticamente più interessante di questo specchio d'acqua, costituita da una zona ad acque basse, ricca di piante acquatiche, e da un bosco igrofilo a salici e pioppi che ospita una delle garzaie più importanti dell'Italia centrale. L'area si estende su una superficie di circa 8 ettari. Una buona parte dell'Oasi è occupata dal bosco ripariale a salici e pioppi, dove è molto diffuso anche il salice cinereo (Salix cinerea), dal portamento cespuglioso. Qui si trova la garzaia che fa del Lago di Chiusi un'area estremamente importante per la riproduzione degli ardeidi: vi nidificano infatti nitticore, garzette, aironi rossi e sgarze ciuffetto, che costruiscono i loro nidi sui salici, difesi dall'intrico della vegetazione e dal suolo perennemente allagato. Il 1998 ha visto ospiti della garzaia anche due coppie di mignattaio e nel 1999 vi ha nidificato anche l'airone guardabuoi. Sul bordo del lago, a circondare la garzaia, è piuttosto esteso il canneto a cannuccia palustre e, vicino alle rive e nelle acque libere, vivono numerose piante acquatiche rare, come il nannufaro (Nuphar luteum), la castagna d'acqua (Trapa natans), l'utricolaria (Utricularia vulgaris), la Vallisneria spiralis e la bellissima ninfea bianca (Nymphaea alba). Nel canneto del Rifugio nidificano diverse coppie di basettino e il falco di palude".

## Attività ittiche, di ristorazione, sportive, ricreative e celebrative
L'attività ittica nel lago di Chiusi è disciplinata dal decreto del Presidente della Giunta regionale della Toscana del 7 febbraio 2018, n. 6/R (Regolamento di attuazione della legge regionale 3 gennaio 2005, n. 7 [Gestione delle risorse ittiche e regolamentazione della pesca nelle acque interne], il cui allegato A è stato modificato dal Regolamento adottato con d.p.g.r. 5 giugno 2019, n. 30/R (Limiti di cattura dei salmonidi).
Sulla sponda sud-occidentale del lago di Chiusi sorgono due ristoranti "storici", specializzati nella cucina del pesce di lago; tra i piatti tipici si annovera il brustico, ricetta di origine etrusca che sopravvive ai giorni nostri.
In località Sbarchino, nella sponda sud-occidentale del lago di Chiusi, ha sede "Lenza etrusca", associazione sportiva dilettantistica senza fini di lucro che riunisce numerosi appassionati di pesca e di natura. Essa nasce come associazione di pescatori del lago di Chiusi negli anni cinquanta del secolo XX con il nome di "Società dei pescatori di Chiusi". Nel 1969 prende il nome di "Società pesca sportiva di Chiusi" e aderisce alla F.I.P.S. (Federazione Italiana Pesca Sportiva ed Attività Subacquee); successivamente prende il nome (attuale) di "Società Pesca Sportiva Lenza Etrusca". Tale ente assume una rilevante importanza, anche sotto l'aspetto ittico, visto che monitora la conservazione di specie caratteristiche dell'habitat faunistico locale, come il luccio tramite l'incubatoio "Mauro Mancini" (previa autorizzazione del Responsabile del Servizio dell'ente locale di competenza).
I diritti di pesca nel lago di Chiusi, appartenente al Demanio Statale, erano di competenza della Provincia di Siena in forza del d.P.R. 616/77 (art. 137), ma con la legge 56/2014 la competenza delle province (sui diritti di pesca nelle acque interne) è venuta meno. Pertanto, dopo l'entrata in vigore della legge regionale toscana n. 20/2016, per mezzo di atti amministrativi dei Comuni di Chiusi e di Montepulciano, della Provincia di Siena e della Regione Toscana, le concessioni di pesca sia professionale sia sportiva nei laghi di Chiusi e di Montepulciano sono gestite rispettivamente dal Comune di Chiusi e dal Comune di Montepulciano.
Nei laghi di Chiusi e di Montepulciano è tuttora in vigore il "Regolamento per la disciplina del diritto esclusivo di pesca nei laghi di Chiusi e Montepulciano" adottato con deliberazione del Consiglio Provinciale n. 55/2002, modificato con deliberazione del Consiglio Provinciale n. 102 del 13.12.2004.
Nel lago di Chiusi hanno sede due associazioni di canottaggio e, nello specchio del "Chiaro" (lago), si svolgono allenamenti e gare in tale disciplina. In località Sbarchino si trova altresì un camping.
Altre manifestazioni, anche sportive, si tengono periodicamente presso il lago di Chiusi, come corse campestri, gare di Triathlon, raduni e i fuochi d'artificio notturni al termine di una storica celebrazione rievocativa (traversata del lago con l'immagine di Santa Mustiola e benedizione del lago) che si tiene la sera del 3 luglio, ogni anno, in corrispondenza dei festeggiamenti di Santa Mustiola, patrona di Chiusi e, altresì, della Val di Chiana.
Durante l'era del grande "pelagus" o impaludamento, nello specchio del Chiaro di Chiusi si celebrava lo "sposalizio delle Chiane", attestato nel secolo XIII e meglio descritto in documenti del secolo XV, che avveniva la domenica in albis, grazie a un anello d'argento dorato gettato nelle acque da una barca dal "Sindico" di Chiusi.

## Sentiero della Bonifica
La sponda sud-occidentale del lago di Chiusi è lambita dal Sentiero della Bonifica, itinerario naturalistico mozzafiato che parte dalla Stazione di Chiusi Scalo (chilometro "zero") e giunge alla Chiusa dei Monaci di Arezzo (ai piedi del colle di Chiani), realizzato dalla Provincia di Arezzo nel primo decennio del secolo XXI quando tale ente gestiva la Polizia Idraulica e le opere idrauliche nella Val di Chiana, sia senese sia aretina, dal torrente Montelungo ad Arezzo, ovverosia prima della riforma normativa che ha investito (dal 2016) le Regioni (Genio civile) della gestione delle opere idrauliche appartenenti al demanio statale. Pertanto, gli uffici amministrativi aretini sono divenuti un distaccamento del Genio Civile toscano (dopo una lunga competenza statale, le funzioni passarono alla Regione Toscana all'inizio degli anni '80 per poi tornare statali dal 1994 all'inizio del nuovo millennio quando ne fu investita la Provincia di Arezzo fino al 31 dicembre 2015, per poi tornare alla Regione Toscana dal 1º gennaio 2016).
Nell'apposito sito dedicato al Sentiero della Bonifica - con mappe, descrizioni e istruzioni - esso così è descritto: "Il sentiero ciclopedonale del Canale Maestro della Chiana che unisce Arezzo con Chiusi e che si inoltra fino al sito archeologico del Sodo a Cortona è un percorso di circa 62 +12 km attrezzato e protetto per chi viaggia lentamente, in bici o a piedi. L'antica strada utilizzata per la manutenzione del canale e delle chiuse costituisce infatti un tracciato naturale privo di dislivelli e particolarmente adatto ad un turismo sportivo familiare".

## Antropizzazione, interramento, depurazione, qualità delle acque e rischio idrogeologico
A causa delle opere eseguite negli anni ottanta (sec. XX) e delle sopravvenute colmature delle residue aree di colmata, le acque del torrente Montelungo, del torrente Tresa (che veicola notevoli quantità di acque limacciose durante le piene), del torrente Gragnano e dei fossi Marino e Rielle (portatore di abbondanti sedimi solidi), precedentemente sfocianti in aree di decantazione e colmata (prima di immettersi nel lago), oggi fluiscono direttamente nel lago di Chiusi, in assenza di costante laminazione e decantazione, con limitata possibilità dei fanghi di fluire verso l'Arno per via della chiusa collocata nel canale di comunicazione (seconda metà sec. XX).
Inoltre numerosi fossi, specie di origine umbra, si immettono direttamente nel lago di Chiusi senza laminazione e senza decantazione costante dei rispettivi corpi idrici.
Negli anni ‘90 (sec. XX) fu realizzato un importante progetto per salvare il lago di Chiusi dall'interramento e, quindi, dal potenziale inquinamento, per il quale furono cercati importanti finanziamenti; tuttavia esso non è stato messo in pratica, fatta eccezione per alcune opere come la recente realizzazione del depuratore del Pian delle Torri, inaugurato nel 2013, che riceve i liquami fognari di una buona parte delle aree urbanizzate del comune chiusino e che si aggiunge al depuratore ricevente i liquami dell'abitato di Montevenere, allacciato anch'esso a un fosso sfociante nel lago di Chiusi (i depuratori di Querce al Pino e delle Biffe sfociano invece in Val di Chiana Romana, rispettivamente nel fiume Astrone e nella Chianetta).
Il depuratore di Pian delle Torri dovrebbe altresì ricevere gli scarichi delle frazioni umbre che circondano il lago, poste nel Comune di Castiglione del Lago, ma tali scarichi non erano ancora allacciati al depuratore alla data di approvazione del Piano Operativo del Comune della Città di Chiusi, nel 2016.
Risale al 2008 un progetto preliminare per realizzare almeno una vasca di costante decantazione delle acque del torrente Tresa (che riceve una parte delle acque del torrente Montelungo), nonché (almeno) una vasca di costante decantazione delle acque dei fossi Marino, Rielle e del torrente Montelungo, ambedue a ridosso del lago di Chiusi, in area demaniale, e infine per eseguire il dragaggio di una porzione del lago di Chiusi; ad oggi tale progetto non è stato messo in pratica.
Negli ultimi decenni sono state realizzate vasche di esondazione del torrente Tresa (in Umbria) e dei torrenti Gragnano, Montelunghino e Montelungo (in Toscana) le quali, tuttavia, funzionano solo in caso di rilevante piena e hanno una funzione di protezione dal rischio idrogeologico, quindi mitigano in minima parte il problema dell'interramento del lago.
In definitiva, l'assenza di vasche di costante laminazione e decantazione degli immissari, la deviazione delle acque torbide del torrente Tresa e dei torrenti Maranzano, Moiano e Rio Maggiore verso il lago di Chiusi (durante le piene), l'antropizzazione attorno al lago, specie di tipo agricolo (in cui vengono talvolta usati prodotti chimici), il mancato allaccio (almeno nel 2016, quando fu approvato il Piano Operativo della Città di Chiusi) degli scarichi umbri al depuratore di Pian delle Torri e l'eventuale carente sollevamento delle dighe durante le piene (ai piedi di Poggio Falcone e presso l'Oasi del Chiaro poliziano) contribuiscono a determinarne l'interramento, oltre a non giovare alla qualità delle sue acque.
L'interramento e l'inquinamento del lago di Chiusi sono vietati, tra l'altro, dai vigenti vincoli che obbligano a mantenere inalterato tale sito, caratterizzato da un pregevole habitat floro-faunistico, in forza di normative, anche comunitarie, che hanno ormai reso obsoleti e contrari all'ordinamento giuridico i progetti ottocenteschi di colmare i laghi di Chiusi e di Montepulciano, ipotizzati quando ancora non esistevano gli abitati (come Chiusi Scalo), le attività artigianali e industriali, i fondi agricoli nonché il reticolo viario e ferroviario attuali nel fondovalle tosco-umbro.
Il lago di Chiusi è il bacino idrico in cui si spandono le piene dei propri immissari e pertanto, verosimilmente, il suo interramento non gioverebbe affatto alle problematiche idrogeologiche e di difesa del suolo del fondovalle tosco-umbro, dal ventesimo secolo altamente antropizzato, sia in Val di Chiana Toscana sia in Val di Chiana Romana.

## Area protetta e vincoli
Nella cartografia interattiva del "Progetto Natura" consultabile nel sito del Ministero dell'ambiente e della tutela del territorio e del mare, il sito (Codice IT5190009) di oltre ottocento ettari denominato "Lago di Chiusi" è indicato come "Rete Natura 2000 – SIC/ZSC e ZPS" e come "Important Bird and Biodiversity Area (IBA)".
Il sito "Lago di Chiusi" cod. IT5190009 è una Zona di protezione speciale (ZPS) prevista e regolamentata dalla Direttiva comunitaria 79/409 "Uccelli" (abrogata e sostituita dalla Dir. 2009/147/CE) – il cui obiettivo è la "conservazione di tutte le specie di uccelli viventi naturalmente allo stato selvatico" che viene raggiunto sia attraverso la tutela dell'avifauna sia con la protezione dei loro habitat naturali – come da mappatura e da scheda realizzata dal Ministero dell'Ambiente e della Tutela del Territorio e del Mare, consultabili nel portale di tale ente (Rete Natura 2000).
Dopo la promulgazione della legge della Regione Toscana n. 30 del 19 marzo 2015 «Norme per la conservazione e la valorizzazione del patrimonio naturalistico - ambientale regionale. Modifiche alla legge regionale n. 24/1994, alla legge regionale n. 65/1997, alla legge regionale n. 24/2000 ed alla legge regionale n. 10/2010», in ottemperanza alla normativa comunitaria e nazionale che obbliga ad "evitare il degrado degli habitat naturali e degli habitat di specie, nonché la perturbazione delle specie per cui le zone sono state designate", e a seguito di una procedura d'infrazione dell'Unione europea, la Giunta regionale della Toscana ha adottato la Delibera n. 1223 del 15 dicembre 2015, «Direttiva 92/43/CE "Habitat" - art. 4 e 6 - Approvazione delle misure di conservazione dei SIC (Siti di Importanza Comunitaria) ai fini della loro designazione quali ZSC (Zone Speciali di Conservazione)», deliberando "di approvare, in attuazione degli articoli 4 e 6 della Direttiva 92/43/CEE e dell'art. 4 comma 2 del DPR 357/97 e s.m.i, al fine di fornire una risposta al CASO EU PILOT 4999/13/ENVI ed alla Procedura di infrazione 2015/2163 richiamati in premessa e consentire al Ministero dell'Ambiente e della Tutela del Territorio e del Mare la designazione dei SIC presenti nel territorio toscano quali Zone Speciali di Conservazione, le misure di conservazione di cui agli Allegati A, B e C (parti integranti e sostanziali della presente deliberazione) necessarie per mantenere in uno stato di conservazione soddisfacente le specie e gli habitat per i quali i medesimi SIC sono stati individuati, in attuazione dell'art. 2 del decreto del Ministero dell'Ambiente e della Tutela del Territorio 3 settembre 2002 citato in premessa e contenenti" le misure per i SIC/ZSC, tra cui è espressamente individuato (in allegato) il sito Lago di Chiusi (IT5190009).
Con tale Delibera (1223/2015) la Giunta regionale della Toscana stabilisce inoltre – e tra l'altro – che "le misure di conservazione di cui agli allegati A, B e C alla presente deliberazione: - trovano applicazione nei SIC e nelle successive Zone Speciali di Conservazione e hanno carattere di prevalenza, qualora più restrittive rispetto a disposizioni e provvedimenti regionali e locali concernenti la stessa materia, stante la priorità degli obiettivi di conservazione di habitat e specie".
Con decreto del 24 maggio 2016 (in Gazz. Uff., S. G. n. 139 del 16-6-2016, pp. 12–15) il Ministero dell'ambiente e della tutela del territorio e del mare, in virtù delle norme (comunitarie, nazionali e regionali) e degli atti amministrativi richiamati nel "Preambolo", ha stabilito (art. 1) che "Sono designati quali Zone Speciali di Conservazione (ZSC) della regione biogeografica continentale i seguenti 17 siti di importanza comunitaria insistenti nel territorio della Regione Toscana, già proposti alla Commissione europea quali Siti di Importanza Comunitaria (SIC) ai sensi dell'art. 4, paragrafo 1, della direttiva 92/43/CEE", tra cui il "Sito, Tipo C" (multiprotezione), Codice IT5190009, denominato "Lago di Chiusi", di ettari 802.
In forza del suddetto decreto e dall'articolo 2, comma 3, D.M. 17 ottobre 2007 la Regione Toscana ha comunicato al Ministero l'elenco dei soggetti gestori delle aree protette, indicando nella Regione Toscana l'ente gestore del sito ZSC-ZPS "Lago di Chiusi" cod. IT5190009.
Con delibera della Giunta regionale della Toscana n. 505 del 17-05-2018 (Legge regionale 19 marzo 2015, n. 30-Individuazione degli habitat di interesse comunitario dei siti Natura2000 e delle relative perimetrazioni), "Vista la Direttiva del Consiglio delle Comunità Europee del 21 maggio 1992, n. 92/43/CEE, relativa alla conservazione degli habitat naturali e seminaturali e della flora e della fauna selvatiche" e alla luce del progetto "HASCITu" (Habitat in the Site of Community Importance in Tuscany), finalizzato all'individuazione e rappresentazione cartografica degli habitat di interesse comunitario nei Siti Natura 2000 non esclusivamente marini, ai sensi della Direttiva Habitat", come tali meritevoli di conservazione, sono state individuate sette tipologie di habitat (forestali e di acque dolci), perimetrate e distribuite in buona parte del sito SIC/ZSC "Lago di Chiusi" (cod. IT5190009), consultabili nel portale Geoscopio della Regione Toscana e nel portale "Habitat dei Siti Natura 2000" della Regione Toscana.
Nell'ambito di un processo avviato dall'Unione Europea nel 1995 il sito "Lago di Chiusi" (all'epoca di ettari 800, non 802 come oggi) fu subito proposto - nel mese di giugno del 1995 - per essere soggetto alla protezione di cui alla direttiva 92/43/CEE. Dopo dieci anni in cui tale sito aveva la caratteristica di pSIC (proposto sito di Importanza Comunitaria), con Decisione 2006/613/CE del 19 luglio 2006 la Commissione dell'Unione Europea ha adottato, a norma della direttiva 92/43/CEE del Consiglio, l'elenco dei siti di importanza comunitaria per la regione biogeografica mediterranea (GU L 259 del 21.9.2006, pag. 1 e seg.), definito "provvisorio" in quanto soggetto a periodici aggiornamenti, ma attraverso il quale gli elencati pSIC (proposti Siti di Importanza Comunitaria) sono divenuti SIC (Siti di Importanza Comunitaria). In tutti i successivi aggiornamenti (ad oggi 14) il sito "Lago di Chiusi" è sempre stato presente e infatti, da ultimo, con "DECISIONE DI ESECUZIONE (UE) 2021/159 DELLA COMMISSIONE del 21 gennaio 2021 che adotta il quattordicesimo aggiornamento dell'elenco dei siti di importanza comunitaria per la regione biogeografica mediterranea [notificata con il numero C(2021) 19]" (in Gazzetta Ufficiale dell'Unione Europea del 15.2.2021, IT, L. 51/187-302) "la Commissione europea […] "vista la direttiva 92/43/CEE del Consiglio, del 21 maggio 1992, relativa alla conservazione degli habitat naturali e seminaturali e della flora e della fauna selvatiche, in particolare l'articolo 4, paragrafo 2, terzo comma," ha confermato il sito Lago di Chiusi, Codice IT5190009 di ettari 802 quale Sito di interesse comunitario (SIC).
Nel Sistema informativo territoriale (SIT) della Provincia di Siena, in particolare nel Nuovo Portale di Informazione Cartografica 2020 (ispezionato il 18-11-2020), nella mappa dei vincoli ambientali si legge s. e. & o. che:
- il lago di Chiusi (con le sue adiacenze) è soggetto a vincolo di "area di notevole interesse pubblico" ex art. 136, d.lgs. 42/2004 (aggiornamento DCR46/2019);
- nel sito vi sono aree tutelate ex art. 142, d.lgs. 42/2004 ovverosia "Territori contermini ai laghi" (lett. b)), nonché "Fiumi, torrenti e corsi acqua" (lett. c)) e infine "Territori coperti da foreste e da boschi" (lett. g));
- vi è il vincolo monumentale su elementi lineari in alcuni tratti del confine tosco-umbro in prossimità del lago;

Dalla mappa delle Aree protette del medesimo portale (Nuovo Portale di Informazione Cartografica 2020 del SIT provinciale senese), ispezionato il 18-11-2020, tra l'altro si ricava s. e. & o. che:
- su una piccola parte del sito IT5190009 (Lago di Chiusi) soggetto a SIC/ZSC, in zona sud-occidentale (pressappoco tra località "Paccianese" e "C. Cantoniera F.S."), sussiste il vincolo idrogeologico (r.d. 3267/1923 e s.m.i.);
- l'area SIC/ZSC "Lago di Chiusi" è un Sito di Interesse Regionale (SIR);
- il lago di Chiusi fa parte di un'Area Naturale Protetta di Interesse Locale (ANPIL).

Il lago di Chiusi è, in effetti, un'area naturale protetta di interesse locale (ANPIL) in gestione al Comune di Chiusi di 805,00 ettari (codice APSI02), di cui 195 ettari soggetti a protezione particolare, istituita con Delibera della Giunta Comunale n. 108 del 29 aprile 1999 e con Delibera del Consiglio Comunale della Città di Chiusi n. 10 del 15 marzo 2004 come si legge nel PAER della Regione Toscana. Il lago di Chiusi è anche sito di importanza comunitaria e zona di protezione speciale (codice SIC/ZSC-ZPS: IT5190009): vi è presente una delle maggiori garzaie del centro Italia (nel 2000, nella parte meridionale del lago è stata altresì perimetrata un'oasi WWF di 8 ettari, ormai recepita negli strumenti urbanistici). Pertanto, anche in forza della Delibera della Giunta regionale della Toscana n. 1223/2015, le norme e i provvedimenti di carattere regionale, nazionale e comunitario, ove più restrittivi, prevalgono sulle misure di carattere locale.
Nel PAER (Piano Ambientale ed Energetico) della Regione Toscana, in particolare negli Allegati alla scheda B.1 (LA STRATEGIA REGIONALE DELLA BIODIVERSITA') del 2013, a pag. 14 (Allegato 2) il Lago di Chiusi è indicato come Sito di Interesse Regionale (SIR), codice 95, di 800,27 ettari, ai sensi della legge della Regione Toscana n. 66/2000 (anche nella Delibera della Giunta regionale della Toscana n. 1223 del 15/12/2015 il sito è definito SIR: Sito di Interesse Regionale). La prima individuazione del SIR95 (Sito di Importanza Regionale n. 95 Lago di Chiusi) trae origine dal D.C.R. n. 342/98 con cui la Regione Toscana ha approvato i siti individuati in scala 1:25.000 nel progetto Bioitaly (SIC/ZPS), come si legge nel Piano Operativo con contestuale variante al Piano Strutturale (adottato con Delibera di Consiglio Comunale n. 40 del 5.6.2015, approvato con Delibera di Consiglio Comunale n.24 del 18.04.2016, adeguato all'esito della conferenza paesaggistica art. 21 PIT/PPR e all’atto consiliare di approvazione) del Comune della Città di Chiusi, Norme Tecniche d'Attuazione, Art. 31 (Acque per il sito di importanza regionale SIR 95 Lago di Chiusi), pp. 25-26.
Nel Target 3 - Aree umide costiere ed interne dulcacquicole e salmastre, con mosaici di specchi d'acqua, pozze, habitat elofitici, steppe salmastre e praterie umide, in particolare a pag. 99 (Allegato 9) del suindicato PAER, Allegati alla scheda B.1, relativamente alle "AZIONI RELATIVE A PIÙ OBIETTIVI (azioni gestionali e di integrazione del quadro conoscitivo)", è contemplata l'"AZIONE 3: Approvazione del regolamento di gestione dell'ANPIL Lago di Chiusi" (contenuto nell' "Elenco ufficiale Aree protette regionali – terzo aggiornamento" approvato con la Delibera del Consiglio Regionale della Toscana n. 161 del 08.06.1999 come si legge nel PTCT del 2010 della Provincia di Siena)
Il Piano Territoriale di Coordinamento Provinciale (PCTC) approvato dalla Provincia di Siena con D.P.C. n. 124 del 14/12/2011 e ratificato con D.C.P. n. 128 del 30.11.2012 tutela l'area A.N.P.I.L. "Lago di Chiusi" e le sue adiacenze in più punti, tra cui il nr. 10.5. (Biodiversità), par. 1. (Il sistema delle aree protette) dove si precisa che le aree protette (delle Province di Siena e di Grosseto) formano un "Sistema" disciplinato da un apposito regolamento (art. 16 LR 49/1995) e che ogni area protetta è normata dal rispettivo Piano di Gestione (art. 17 LR 49/1995). La gestione del "Sistema" è vincolata ai principi di cui al punto 10.5.1.7. del PTCT tra cui il "coinvolgimento attivo delle popolazioni residenti", mentre la gestione è finalizzata (10.5.1.7):
- alla conservazione degli ecosistemi intesa come salvaguardia, tutela e difesa delle risorse naturali considerate nel loro complesso, con particolare riferimento alla biodiversità;
- alla promozione ed incentivazione delle attività produttive compatibili presenti e quelle future che potrebbero derivare da opportunità relative all'attuazione di normative comunitarie, nazionali e regionali;
- alla promozione e incentivazione delle attività di tempo libero compatibili;
- allo svolgimento delle attività scientifiche e di ricerca;
- alla promozione delle attività coordinate d'informazione e educazione Ambientale.

Dal PRAA 2007–2010, IMPLEMENTAZIONE DI UN SISTEMA DI MONITORAGGIO FINALIZZATO ALL'APPROFONDIMENTO DELLE CONOSCENZE DEL TERRITORIO INTERESSATO DALLE ZONE VULNERABILI ED AREE SENSIBILI, Relazione Finale, maggio 2010 dell'Agenzia Regionale per la Protezione dell'Ambiente della Toscana (ARPAT), scaricabile dal portale di ARPAT, s. e. &. o. emerge che:
- a seguito delle sollecitazioni dell'Unione europea, nel 2007 l'originaria perimetrazione delle Zone Vulnerabili ai Nitrati di origine agricola (art. 92, d.lgs. 52/2006) della Toscana è stata estesa, altresì, alla CHIANA che, assieme ad altre, fa parte del gruppo "A" delle ZVN toscane in cui è incluso il lago di Chiusi (intero invaso), monitorato da ARPAT (Delibera del Consiglio Regionale n. 3/2007 e Delibera di Giunta Regionale n. 521/2007);
- il lago di Chiusi è un'area sensibile ex art. 91, comma 1, lett. g), d.lgs. 152/2006 in quanto affluente dell'Arno (il Bacino idrografico dell'Arno è stato confermato "area sensibile" con Delibera del Consiglio regionale della Toscana n. 6/2005 comunicata al Ministero dell'ambiente e della tutela del territorio e del mare). Poiché gli affluenti dell'Arno provengono anche dal versante umbro, la qualifica di area sensibile del bacino (tosco-umbro) dell'Arno, operata con legge nazionale e catalogata dal Ministero competente, riguarda anche il versante umbro del lago di Chiusi, posto nel Comune di Castiglione del Lago.

Le attività antropiche – di tipo agricolo – che sono prossime al lago di Chiusi (area lacustre, area sensibile e zona vulnerabile ai nitrati da agricoltura ai sensi di legge) sono assoggettate alle prescrizioni e ai vincoli derivanti dalla normativa regionale che, in Toscana, è rappresentata dal Regolamento 8 settembre 2008, n. 46/R (in Bollettino Ufficiale Regionale della Toscana del 17 settembre 2008, n. 29, parte prima) emanato dal Presidente della Regione Toscana in attuazione della legge regionale 31 maggio 2006, n. 20 (Norme per la tutela delle acque dall'inquinamento) e, tra l'altro, dal "PIANO PER L'USO SOSTENIBILE DEI PRODOTTI FITOSANITARI E DEI FERTILIZZANTI - PUFF" allegato al Decreto del Presidente della Giunta regionale della Toscana del 30 luglio 2018, n. 43/R [Regolamento di attuazione dell'articolo 28 della legge regionale 28 dicembre 2011, n. 69 (Istituzione dell'autorità idrica toscana e delle autorità per il servizio di gestione integrata dei rifiuti urbani. Modifiche alle leggi regionali 25/1998, 61/2007, 20/2006, 30/2005, 91/1998, 35/2011 e 14/2007) - Disposizioni relative alle aree di salvaguardia: piano di utilizzazione per l'impiego sostenibile dei prodotti fitosanitari e dei fertilizzanti (PUFF) e disposizioni per la perimetrazione].
Con delibera del Consiglio regionale della Toscana del 14 gennaio 2020, n. 1 [Individuazione delle zone vulnerabili ai nitrati di origine agricola del Lago di Chiusi, dell'Invaso di Santa Luce, e delle Vulcaniti di Pitigliano ai sensi dell'articolo 92 del decreto legislativo 3 aprile 2006, n. 152 (Norme in materia ambientale)] pubblicata nel B.U.R.T. del 29 gennaio 2020, Parte Seconda, n. 5, pp. 5–15, dopo avere premesso che "il Lago di Chiusi è soggetto alle disposizioni del d.p.g.r. 43/R/2018, in particolare all'articolo 7, comma 1, il quale stabilisce una fascia perimetrale di 200 metri dal bordo dell'invaso nella quale si applicano le limitazioni all'attività di fertilizzazione previste nell'allegato 1, sezione C (Prescrizioni per l'uso sostenibile dei fertilizzanti e gestione del suolo in ambito agricolo ed extragricolo), tali limitazioni prevedono il rispetto delle disposizioni di cui al titolo IV bis (Zone Vulnerabili da Nitrati – Programma d'azione obbligatorio) del regolamento emanato con decreto del Presidente della Giunta regionale 8 settembre 2008, n. 46, cioè gli stessi vincoli previsti all'interno delle ZVN", è stato stabilito: "1. di confermare le ZVN di origine agricola esistenti sul territorio regionale come risultanti dalle deliberazionidel Consiglio regionale 170/2003, 172/2003, 3/2007,63/2012, 24/2013"; "2. di individuare le seguenti ZVN di origine agricola di cui all'articolo 92 del d.lgs.152/2006: […] - zona vulnerabile del Lago di Chiusi, come individuata dall'allegato B. Tale zona comprende parte del perimetro già identificato dalla "Zona del canale Maestro della Chiana nel bacino nazionale del fiume Arno"; "3. di proseguire, in attuazione delle disposizioni di cui ai commi 5 e 8, dell'articolo 92, del d.lgs 152/2006, nell'attività di monitoraggio dello stato delle acque superficiali e sotterranee e dell'efficacia dei piani di azione di cui al comma 7 dello stesso articolo 92 del D.Lgs 152/2006"; "4. di dare mandato alla Giunta Regionale: - di definire, con proprio atto, le perimetrazioni di dettaglio delle zone vulnerabili di cui al precedente punto 2, ivi inclusa la separazione delle zone a comune tra ZVN della Zona del canale Maestro della Chiana nel bacino nazionale del fiume Arno e del Lago di Chiusi, con la loro attribuzione alla nuova ZVN del Lago di Chiusi".
Nel supplemento ordinario n. 2 al Bollettino Ufficiale, Serie Generale, n. 64 del 27 dicembre 2019 della Regione Umbria, parte prima, sezione II è stata pubblicata la DELIBERAZIONE della Giunta regionale dell'Umbria 11 dicembre 2019, n. 1237 (Attuazione Direttiva n. 91/676/CEE - PTA2 - Misura T-06 - azione B "Designazione e perimetrazione di nuove ZVN nei bacini idrografici dei corpi idrici sotterranei" e Misura T-05 "Individuazione e perimetrazione di ZVN nei bacini idrografici dei corpi idrici superficiali in stato eutrofico o ipertrofico") con cui, tra l'altro, l'intero versante umbro dei laghi di Chiusi e di Montepulciano (torre di Beccati Quello e canale di comunicazione tra i due laghi compresi), posto nel comune di Castiglione del Lago (ma anche varie zone dei Comuni di Città della Pieve e di Paciano), nel "Bacino Trasimeno e Depositi di Città della Pieve", è stato designato Zona Vulnerabile ai Nitrati (ZVN) di origine agricola sia per le acque superficiali sia per le acque sotterranee (in attuazione alla Direttiva n. 91/676/CEE e all'azione B della Misura T-06 del PTA2), come tale inserito all'interno di una doppia perimetrazione (l'una per le acque superficiali, l'altra per le acque sotterranee) che determina l'applicazione di stringenti normative comunitarie, nazionali e regionali (anche regolamentari d'attuazione).
Dal momento che le acque del lago di Chiusi sono captate per uso idro-potabile (Servizio idrico integrato), tale sito è altresì soggetto alle misure di salvaguardia di cui all'art. 94 (Disciplina delle aree di salvaguardia delle acque superficiali e sotterranee destinate al consumo umano), d.lgs. 152/2006 che, tra l'altro, prescrive "aree di salvaguardia distinte in zone di tutela assoluta e zone di rispetto", ma poiché la Regione Toscana non le ha individuate, ai sensi dell'art. 94 comma 6 del D.Lgs.152/06, "In assenza dell'individuazione da parte delle regioni della zona di rispetto, la medesima ha un'estensione di 200 metri di raggio rispetto al punto di captazione o di derivazione", dato atto che per "punto di captazione", in virtù dell'art. 7 [Norme tecniche per l'individuazione delle aree di salvaguardia (articolo 28, comma 1 della l.r. 69/2011)], comma 1 del decreto del Presidente della Giunta regionale della Toscana del 30 luglio 2018, n. 43/R (in B.U.R.T. 01.08.2018, n. 1, Parte Prima) si intende l'intero lago. La fascia di rispetto assoluta di 200 mt è altresì contemplata (art. 29) nel Piano Operativo con contestuale variante al Piano Strutturale del Comune della Città di Chiusi adottato nel 2015 e approvato nel 2016 (cfr. supra), le cui Norme Tecniche d'Attuazione contemplano ampiamente il Lago di Chiusi: Art. 18 - Finalità e campo di applicazione (spec. comma 9); Art. 24 - Limitazione e compensazione dei fenomeni d’inquinamento elettromagnetico; Art. 28 - Acque del Lago di Chiusi (si prevede tra l'altro una fascia di rispetto di almeno 2 metri per l'inerbimento controllato lungo i corsi d'acqua affluenti ed i canali); Art. 29 - Acque superficiali e sotterranee destinate al consumo umano; Art. 31 - Acque per il sito di importanza regionale SIR 95 Lago di Chiusi; Art. 36 - acque urbane reflue (che contempla il Piano di Disinquinamento Ambientale del Lago di Chiusi); Art. 46 - Invariante 5: il lago di Chiusi (che è quindi un'Invariante Strutturale); Art. 51 - Udp il Lago di Chiusi (che è altresì un'Unità territoriale del paesaggio); Art. 93 - Aree ad elevato grado di naturalità; Art. 100 - Criteri di redazione del PAPMAA; Art. 109 - Strutture di supporto alle attività ricreative del Lago di Chiusi; Art. 111 - Modalità di attuazione delle Aree di Trasformazione (106. AT-PUC 118 Lago di Chiusi - Manufatto per il rimessaggio di supporto alle attività sportive-ricreative).